# Mellisugini
Mellisugini là một trong ba tông của phân họ Trochilinae trong họ Chim ruồi (Trochilidae). Tông này bao gồm 37 loài, chia thành 16 chi.

## Các loài
Tông này bao gồm 16 chi:
- Chi Calliphlox
- Chi Myrtis
- Chi Rhodopis
- Chi Myrmia
- Chi Thaumastura
- Chi Philodice
- Chi Eulidia
- Chi Microstilbon
- Chi Chaetocercus
- Chi Tilmatura
- Chi Doricha
- Chi Calothorax
- Chi Archilochus
- Chi Mellisuga
- Chi Nesophlox
- Chi Calypte
- Chi Selasphorus